# Jeanette Sterke
Jeanette Laura Sterke (Prága, 1933. március 25. –) brit színésznő.

## Életrajza
Sterke Prágában született. Szülei Angliába emigráltak, hogy elmeneküljenek a náciktól. Angliában járt iskolába. Hosszú színpadi és televíziós karrierje van. Házastársa Keith Mitchell volt. A párnak két gyermeke született Paul és Helena Michell.

## Filmográfia
| Év   | Cím                     | Szerep         |
| ---- | ----------------------- | -------------- |
| 1955 | The Prisoner            | A lány         |
| 1956 | A nap szerelmese        | Kay            |
| 1958 | The Safecracker         | Irene          |
| 1959 | Egy apáca története     | Louise         |
| 1962 | Live Now, Pay Later     | Grace          |
| 1963 | Ne hagyd magad, Pitkin! | Nurse Haskell  |
| 1963 | The Double              | Mary Winston   |
| 1974 | Moments                 | Mrs. Samuelson |
| 1976 | The Story of David      | Abigail        |

### Televízió
| Év   | Cím          | Szerep       | Epizód                   |
| ---- | ------------ | ------------ | ------------------------ |
| 1965 | The Avengers | Janice Crane | Too Many Christmas Trees |

## Fordítás
Ez a szócikk részben vagy egészben  a   Jeanette Sterke című angol Wikipédia-szócikk ezen változatának fordításán alapul.  Az eredeti cikk szerkesztőit annak laptörténete sorolja fel. Ez a jelzés csupán a megfogalmazás eredetét és a szerzői jogokat jelzi, nem szolgál a cikkben szereplő információk forrásmegjelöléseként.